# 黃綰 (正德進士)
黃綰（1494年—？），字公綬，河南汝寧府光州息縣人，明朝政治人物。

## 生平
正德十一年（1516年）丙子科河南鄉試第三十名舉人，十二年（1517年）中式丁丑科會試第二百五十五名，二甲第五十四名進士。兵部觀政，授刑部主事，明武宗南巡之爭中，曾經上疏勸阻被施杖刑，此後升員外郎、郎中，出任紹興府知府，為官寬宏正直。嘉靖六年（1527年）八月因事連坐被逮捕入京，得病而亡于獄中。隆慶初年，贈太常寺少卿。

## 家族
曾祖黄榮；祖父黄玥；父黄元吉，县丞。前母张氏；母张氏。永感下。兄黄经，弟黄绅。